# لنفانژیت
لنفانژیت (به انگلیسی: lymphangitis)
التهاب کانال‌های لنفاوی است که در اثر عفونت در محل دیستال کانال اتفاق می‌افتد.
سیستم لنفاوی شامل یک شبکه از عروق، غدد و اندام‌های لنفاوی در سراسر بدن است.
لنفانژیت گاهی به اشتباه «مسمومیت خون» نامیده می‌شود. در واقع، «مسمومیت خون» مترادف با سپسیس است (sepsis).

## علل ایجاد لنفانژیت
شایع‌ترین علت لنفانژیت در انسان، Streptococcus pyogenes (گروه A strep) یا همان سویه a استرپتوکوکوس پایوژنز است، اگرچه می‌تواند توسط قارچ Sporothrix schenckii هم ایجاد شود. عفونت باکتریایی حاد (عفونت استرپتوکوک)، عفونت باکتریایی استافیلوکوک، عفونت پوستی در صورت ورود باکتری به جریان خون، دیابت، هر گونه بیماری یا نقص سیستم ایمنی، استفادهٔ طولانی‌مدت از استروئیدها، آبله‌مرغان، التهاب غدد لنفاویِ ناشی از بافت سرطانی و بیماری‌هایی مانند بیماری کرون هم، برخی از علل لنفانژیت هستند.

## نشانه‌های لنفانژیت
از نشانه‌های لنفانژیت می‌توان به بروز خطوط قرمزرنگ زیر پوست (بیشتر در نواحی بازو، پشت پا و روی دست)، قرمزی پوست در ناحیهٔ پشت، سینه، صورت، گوش، بازو، دست و پا، تورم غدد لنفاوی، افزایش دمای پوست ناحیهٔ گردن، تب، لرز، درد، سردرد، استفراغ، کاهش اشتها و درد عضلات اشاره کرد.

## روش‌های درمان
معمولًا به محض مشاهدهٔ علائم اولیه و تشخیص بیماری، درمان آغاز می‌شود. داروهای ضدالتهابی و آنتی‌بیوتیک اولین روش درمان هستند. درمان ضدمیکروبیِ وریدی هم کارساز است. در موارد جدی‌تر نیاز به جراحی و برداشتن زخم یا حذف گره لنفی آلوده، ضروری است.